# Kožim
Kožim (rusky Кожим) je řeka v Komijské republice v Rusku. Je dlouhá 202 km. Povodí řeky je 5180 km².

## Průběh toku
Pramení na Uralu východně od hory Narodnaja. Na dolním toku protéká bažinatou rovinou. Ústí zprava do Kosju (povodí Pečory).

## Vodní režim
Zdrojem vody jsou dešťové a sněhové srážky. Průměrný roční průtok vody činí 120 m³/s. Povodí se vyznačuje velkým množstvím povrchové vody, když modul odtoku dosahuje 25 l/s/km².